# Cirque d'hiver Bouglione
Pour des articles plus généraux, voir Cirque d'Hiver (Paris) et Famille Bouglione.
Ne doit pas être confondu avec Cirque Joseph Bouglione.
 (mai 2017).
Si vous disposez d'ouvrages ou d'articles de référence ou si vous connaissez des sites web de qualité traitant du thème abordé ici, merci de compléter l'article en donnant les références utiles à sa vérifiabilité et en les liant à la section « Notes et références ».
Le Cirque d'hiver Bouglione est une compagnie de cirque française basée au Cirque d'Hiver à Paris 11e, dont la famille Bouglione a fait l'acquisition en 1934.

## Historique

### Première génération
Le 28 octobre 1934, Joseph Bouglione (dit Sampion Bouglione Senior) et ses fils — les quatre frères Bouglione, Alfred (dit Alexandre Ier), Joseph Ier, Firmin Ier, et Nicolas (dit Sampion II) — reprennent le Cirque d'Hiver à Paris, payé comptant en pièces d'or.
De 1931 à 1958, le Cirque d'Hiver présente périodiquement des spectacles narratifs reprenant la tradition de la pantomime, oubliée en France depuis la Première Guerre mondiale : La Perle du Bengale, La Princesse saltimbanque et Les Aventures de la princesse de Saba.
La partie clownesque de ces spectacles réunissait les frères Fratellini dans Les Fratellini en Afrique en 1933 et Les Diamants du Radjah en 1934, Antonet et Beby dans La Reine de la Sierra en 1935, et surtout Achille Zavatta qui y fait ses débuts et y connaît ses premiers succès. Il forme un duo avec Despard dans La Perle du Bengale et La Princesse saltimbanque en 1936, dans Le Courrier du Texas en 1937 et dans Les Aventures de la princesse de Saba en 1938, ainsi qu'avec son frère Michel dans L'Idole de Shanghai en 1939.
Les Bouglione ont donné au Cirque d'Hiver des spectacles de cirque régulièrement jusqu'en 1984.

### Nouvelle génération (depuis 1999)
En 1999, la nouvelle génération Bouglione accueille à nouveau une saison de cirque, produisant chaque hiver et pour plusieurs mois un spectacle de cirque traditionnel : ce sont Salto (reprise du spectacle du 11 décembre 1852 en 1999), Piste (2000), Trapèze (2001), Le Cirque (qui célébrait en 2002 l’anniversaire des 150 ans du monument), Voltige (2003), Bravo (2004), Audace (2005), Artistes (2006), Vertige (2007), Étoiles (2008), Festif (2009), Prestige (2010), Virtuose (2011), Éclat (2012), Phénoménal (2013), Géant (2014), Rire (2015), Surprise (2016), Exploit (2017), Extra (2018), Défi (2019), Dingue (2020, interrompu à cause de l'épidémie de COVID-19, repris en décembre 2021), Fantaisie (2022), Délire (2023), Spectaculaire (2024) et enfin Tempo (2025-2026).
De 2015 à 2019, la famille Bouglione part en tournée en France. Pour l'occasion, un nouveau chapiteau de mille huit cents places est installé sur de grandes places de France.

## Organisation
Il est dirigé pour son exploitation de spectacle et de location de salle successivement par les deux frères Sampion et Émilien Bouglione (fils de Joseph et Rosa Bouglione) puis par leurs enfants . Sandrine Bouglione et Odette Bouglione sont les Présidentes depuis 2021, Francesco Bouglione en est le Directeur administratif, Louis-Sampion Bouglione en est le Responsable de la communication, Joseph Bouglione en est le Directeur artistique et Thierry Bouglione en est le Directeur commercial.